# King of Beggars
Pour plus de détails, voir Fiche technique et Distribution.
King of Beggars (武狀元蘇乞兒, Mo jong yuen So Hak Yee) est une comédie d'action hongkongaise co-écrite et réalisée par Gordon Chan et sortie en 1992 à Hong Kong.
L'histoire est vaguement basée sur les légendes du personnage folklorique So Chan (en), plus connu sous le surnom de « So le mendiant », l'un des Dix tigres de canton (en) qui vivait à la fin de la dynastie Qing.
Elle totalise 31 514 995 HK$ de recettes au box-office.

## Synopsis
Sous la dynastie Qing, So Chan (en) (Stephen Chow) est le fils du puissant général (Ng Man-tat) qui règne sur Canton. C'est un jeune adulte pourri gâté, paresseux et analphabète mais qui excelle dans les arts martiaux. Alors qu'il s'amuse dans un bordel, il tombe amoureux de la courtisane Yu-shang (Sharla Cheung) qui ose se montrer grossière avec lui. Chiu Mo-kei (Norman Chu), un haut fonctionnaire du gouvernement, tente alors de prendre Yu-shang pour lui en lui proposant un prix intéressant. Mais So surenchérit et déjoue par là-même les plans de Yu-shang qui avait pour but d'assassiner Chiu pour venger son père, qui lui-même a été assassiné par Chiu. Elle finit par accepter d'épouser So Chan à condition que celui-ci remporte le titre de Champion des arts martiaux.
So participe donc au concours impérial d'arts martiaux. Son père l'aide à passer l'examen écrit, tandis que son habileté personnelle en arts martiaux lui fait passer les tests physiques. So est ensuite à deux doigts de devenir champion mais juste au moment où l'empereur est sur le point de lui accorder le titre, Chiu révèle que So est analphabète, prouvant qu'il a triché à l'examen écrit. L'empereur en colère ordonne la confiscation des propriétés et des biens de la famille de So et décrète qu'ils resteront mendiants pour le restant de leur vie.
S'adaptant avec beaucoup de difficultés à sa nouvelle vie de pauvre, So croise Chiu dans les rues et celui-ci lui casse la jambe, l'empêchant de pratiquer à nouveau les arts martiaux. Son père tente donc de le faire entrer dans la Secte des mendiants (en), mais il a honte quand il découvre que c'est la famille de Yu-shang qui dirige réellement cette secte. Il passe ensuite la plupart de son temps à dormir en isolement. Il rencontre un jour un vieux mendiant qu'il avait aidé autrefois et qui tente de lui remonter le moral en soignant ses blessures et en lui enseignant la « technique de l'arhat endormi ». Lorsque Yu-shang est enlevée par Chiu, So sort de son état d'ermite et part la sauver. Il incite les membres de la secte à l'élire comme nouveau chef, prétendant être possédé par l'esprit de Hung Tsat-kung (en). Grâce au fait d'avoir appris quelque peu à s'alphabétiser, il lit le vieux manuel d'arts martiaux de la secte et apprend dix-sept des « Dix-huit paumes pouvant soumettre les dragons » (降龍十八掌), tandis que le dernier style n'est pas présenté dans le livre.
Dans le même temps, Chiu plonge Yu-shang en transe et tente de l'utiliser comme marionnette pour assassiner l'empereur et déclencher une rébellion. So mène donc ses mendiants à travers la Grande Muraille de Chine pour arrêter Chiu et engagent les forces de Chiu pendant que So sauve Yu-shang en un rien de temps. Mais malgré le fait d'utiliser toutes ses compétences apprises pour combattre Chiu, celles-ci s'avèrent insuffisantes pour vaincre complètement Chiu. Lorsque ce-dernier évoque une tempête, le manuel de So tombe et se transforme en folioscope avec le vent. So voit ainsi s'animer les dix-sept premières des « Dix-huit paumes pouvant soumettre les dragons » et réalise soudainement que la technique finale est une combinaison des dix-sept paumes qu'il l'utilise pour détruire Chiu et sauver l'empereur.
Finalement, Yu-shang accepte de se marier avec So, et l'empereur reconnaissant lui demande quelle récompense il désire. So choisit de rester un roi mendiant et l'empereur exprime ses inquiétudes quant à l'influence qu'il exerce sur les masses. Cela lui rappelle que tant que les gens seront soignés, il n'y aura pas assez de mendiants pour menacer son règne. So et Yu-shang errent ensuite dans les rues avec leur grande famille, utilisant une tablette impériale pour forcer les riches à leur donner de l'argent.

## Fiche technique
- Titre original : 武狀元蘇乞兒
- Titre international : King of Beggars
- Réalisation : Gordon Chan
- Scénario : Gordon Chan et John Chan
- Photographie : David Chung et Ma Koon-wah
- Montage : Mei Fung, Kwong Chi-leung et Yu Sai-lun
- Musique : Joseph Koo
- Production : Stephen Shiu
- Société de production : Win's Movie Productions
- Société de distribution : Gala Film Distribution Limited
- Pays d'origine :  Hong Kong
- Langue originale : cantonais
- Format : couleur
- Genre : comédie d'action
- Durée : 100 minutes
- Dates de sortie :
  - Hong Kong : 17 décembre 1992

## Distribution
- Stephen Chow : So Chan (en), alias « So le mendiant »
- Sharla Cheung : Yu-shang/Ru-shuang
- Ng Man-tat : le général So
- Vindy Chan : Tracy
- Norman Chu : Chiu Mo-kei
- Lam Wai : Sengge Rinchen
- Wong Chung : Oncle Mok
- Natalis Chan : le secrétaire de la justice
- Lawrence Cheng : le professeur
- Matthew Wong : l'empereur
- Peter Lai : Oncle Cheng
- Jackson Ng : Botaroto
- Yang Mi : la fille de So Chan
- Chow Yee-fan
- Lee Kin-yan (en)
- Kingdom Yuen (en)
- Yuen Cheung-yan (en)

## Musique
Le thème du film, Cheung-lo Man-man Bun-nei Chong (長路漫漫伴你闖, « La Longue route vous accompagne dans votre aventure »), est chantée par George Lam en cantonais.